# موزه ملی هنر آفریقا (آمریکا)

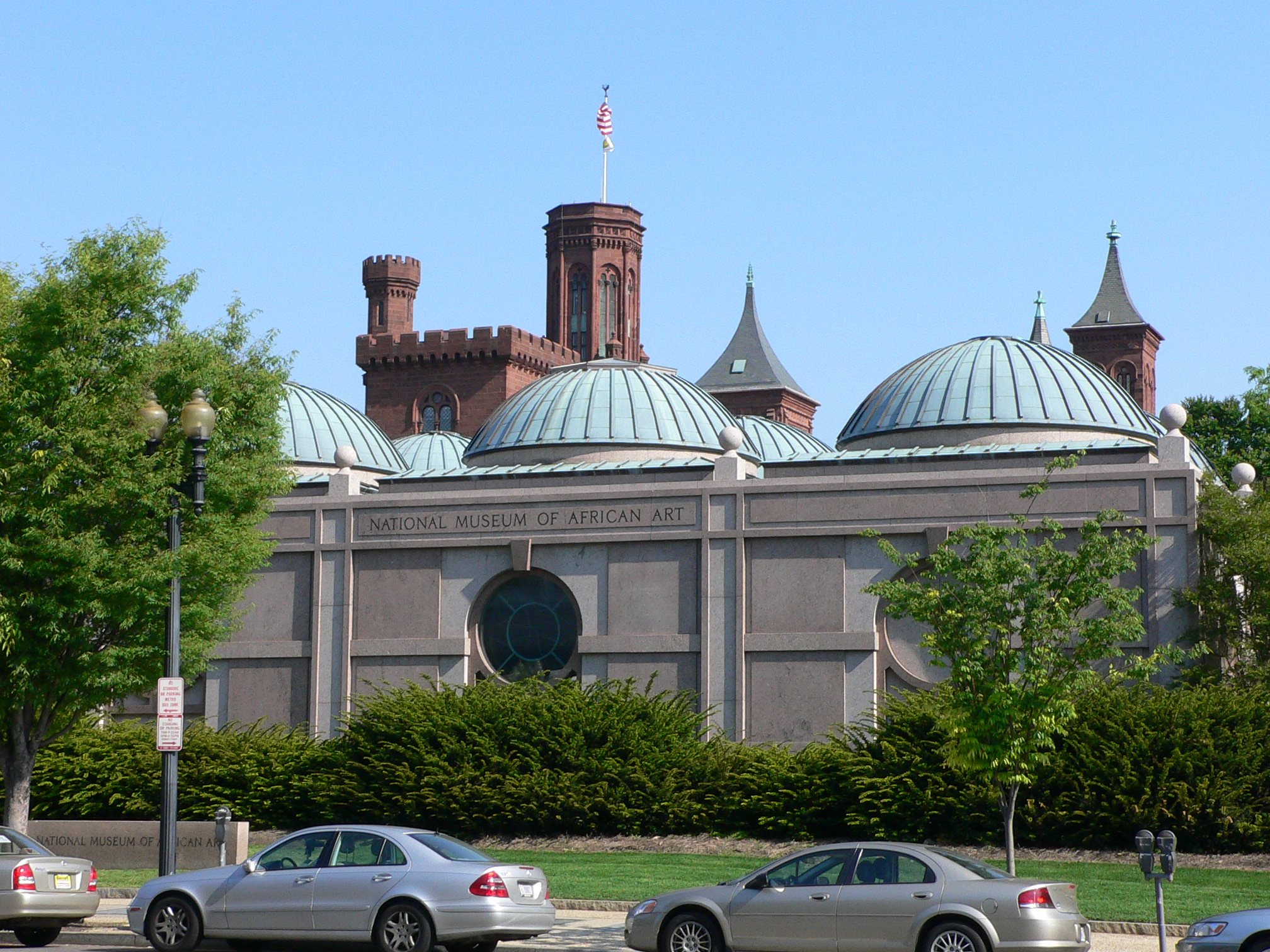

موزه ملی هنر آفریقا (به انگلیسی: National Museum of African Art) یکی از مراکز فرهنگی ایالات متحده آمریکا است. این موزه ملی در شهر واشنگتن قرار دارد. این موزه متعلق به موسسه اسمیتسونین است.